# Mustafa Âlî
Gelibolulu Mustafa Âlî (Gelibolulu Mustafa Âlî bin Ahmed bin Abdülmevlâ Çelebi) (Gallipoli, 28 aprile 1541 – Gedda, 1600) è stato uno storico e burocrate ottomano, e una figura letteraria di spicco.

## Vita e opere
Mustafa Âlî nacque il 28 aprile 1541 a Gallipoli, una città di provincia sui Dardanelli. Suo padre, Ahmad, figlio di Mawla, era un uomo dotto e un ricco mercante locale. La famiglia era ben collegata. Lo zio di Ali era il derviscio Chalabi, imam del sultano Solimano. La famiglia era probabilmente di origine bosniaca.
Iniziò la sua educazione formale all'età di 6 anni e fu istruito in religione e logica. All'età di 15 anni iniziò a scrivere poesie, inizialmente sotto lo pseudonimo di Chasmi (La Speranza), ma in breve tempo assunse il nome di Âlî (L'Eccelso). Continuò la sua formazione a Istanbul dove studiò legge sacra, lettere e grammatica. Ottenne un impiego come chierico presso la Cancelleria, dopo aver scritto una poesia, Mihr ü Mâh (Il sole e la luna), designata per impressionare il principe Selim. In seguito entrò alla corte del sultano Solimano, ma la sua ambizione dispiacque ai membri della corte e fu rimandato alla corte del principe.
Mentre lavorava alla corte del principe, accettò l'offerta di servire come segretario confidenziale di Lala Mustafa Pascià, un ex mentore del principe. Per i successivi vent'anni, la sua vita è stata parallela a quella del suo datore di lavoro, che a quel tempo era un Gran Visir. I doveri di Ali lo portarono in varie parti dell'Impero ottomano e del Medio Oriente tra cui Aleppo, Damasco ed Egitto.
Quando il principe Selim succedette al trono al padre, Pasha e Ali entrarono alla corte reale di Istanbul. Colse l'occasione per entrare nella società letteraria e socializzare con importanti personaggi letterari dell'epoca. Tuttavia, quell'intermezzo fu di breve durata. Ali ricevette incarichi militari e trascorse sette anni in Bosnia, dopodiché ricoprì vari incarichi amministrativi in città di provincia fino a Baghdad e in Dalmazia. Sentiva che questi incarichi militari e amministrativi non erano adatti, in quanto uomo di lettere e uomo di penna. Fece regolarmente appello alla Corte per incarichi migliori e cercò disperatamente di trovare un modo per tornare a Istanbul, senza alcun risultato. Le sue continue frustrazioni e risentimenti, tuttavia, stimolarono un periodo attivo di produzione letteraria. Molte delle sue migliori opere sono state scritte durante questo periodo. Durante la sua permanenza a Baghdad, colse l'occasione per svolgere ricerche per la sua grande storia, successivamente pubblicata come Künhü'l-aḫbār (L'essenza della storia).
Divenne una figura letteraria di spicco nella seconda metà del XVI secolo ed ebbe una produzione prolifica. È famoso soprattutto per la sua immensa opera di storia mondiale, intitolata Künhü'l-aḫbār, che copre il periodo dalla creazione del mondo all'anno 1000 del calendario islamico (1591/92 d.C.). Quest'opera rimane un'importante fonte primaria per la storia ottomana del XVI secolo. Scrisse poesie e un'opera di letteratura nasihatname intitolata Nuṣḥatü's-selāṭīn (Consiglio per i sultani).
Nel luglio del 1599 si recò al Cairo prima di assumere quella che sarebbe stata la sua ultima nomina a governatore di Gedda. Trascorse cinque mesi in Egitto, dove scrisse un libro sui costumi e le tradizioni del Cairo. Si ammalò a Gedda e vi morì all'età di 58 anni.

## Scritti selezionati
Ali ha scritto circa 55 opere, e non solo ha composto e scritto le sue opere, ma ha anche fornito alcune illustrazioni. All'epoca, l'illustrazione di opere storiche era una nuova tendenza.
- Nuṣḥatü's-selāṭīn (Consiglio per i sultani), 1581
- Nusretnāme (Libro della Vittoria), 1580 - una storia illustrata della campagna di Shirvan
- Cāmi'i'l-Buhür der Mecalis-i-Sür (Raccolta dei mari), 1583
- Menlāab-i Hüner-Verān (Atti epici di artisti e calligrafi), 1586
- Ferā'i'dü'l-Vilāde (Perle uniche della nascita), 1587
- Künhü'l-aḫbār (L'essenza della storia), 1587
- Mir'atü-avālim (Specchio dei mondi), c. 1587
- Sadef-i Sad Guher (Lustro di cento gioielli), 1593
- Mevadü'n-nefa'is fı qavā'idi'l Mecālı's (Tabella delle prelibatezze riguardanti le regole degli incontri sociali), 1599 - un'opera che dettaglia l'etichetta al Cairo

Illustrazioni selezionate dal libro di Mustafa Âlî, Nusretnāme

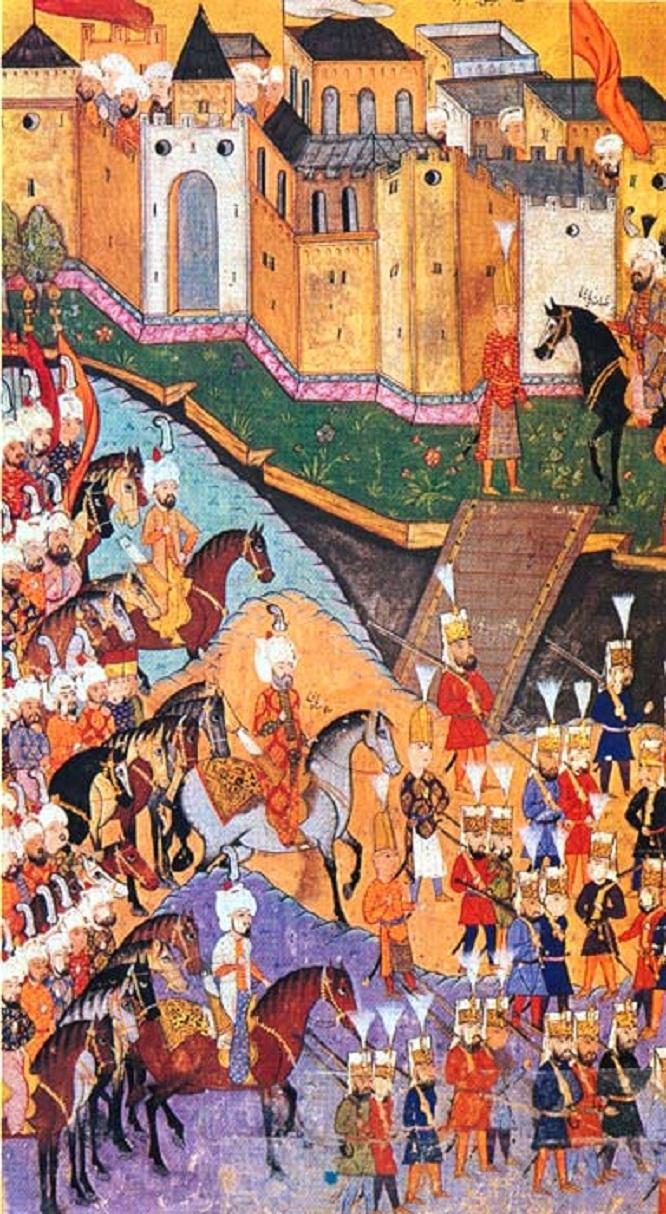
La partenza dell'esercito dal palazzo
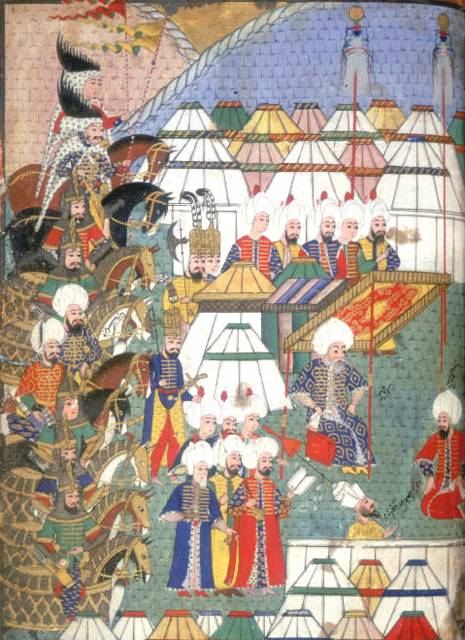
Lala Mustafa Pascià al campo dopo la sua vittoria
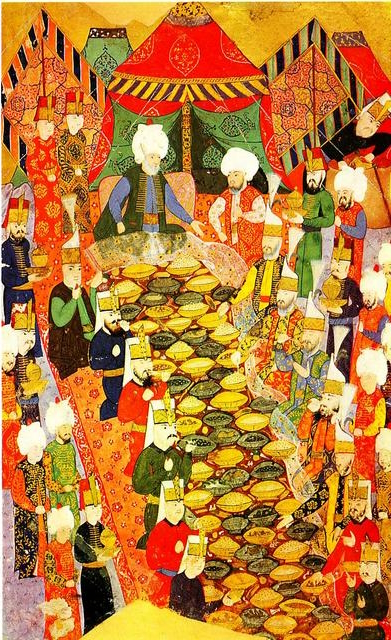
Banchetto offerto da Lala Mustafa Pascià ai giannizzeri
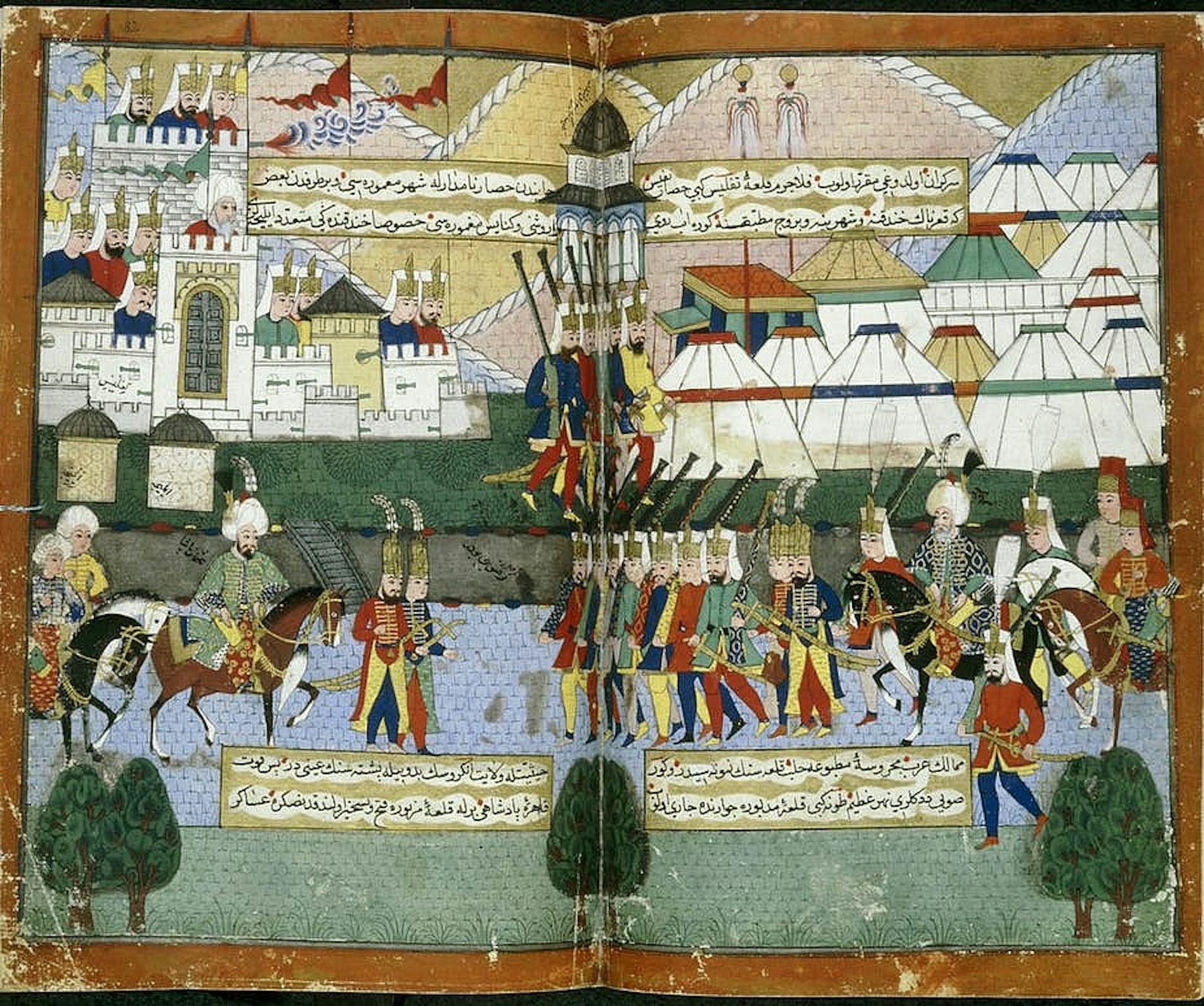
Esercito ottomano a Tiflis nel 1578